# Magdalena Mielnik
Magdalena Mielnik (ur. 15 maja 1991, zm. 7 listopada 2017 w Olsztynie) – polska triathlonistka.

## Życiorys
Ukończyła ratownictwo medyczne na Uniwersytecie Warmińsko-Mazurskim w Olsztynie. Początkowo trenowała pływanie, zaś triathlon uprawiała od 2007, by już w 2008 dołączyć do polskiej kadry narodowej najpierw młodzieżowej, a w kolejnych latach także seniorskiej. Była zawodniczką Warmińsko-Mazurskiego Klubu Sportowego Olsztyn. W 2014 została młodzieżową mistrzynią Polski w triathlonie oraz młodzieżową mistrzynią Europy w aquathlonie. W 2014 startowała także z dobrym wynikiem w Pucharze Europy  oraz w Pucharze Afryki na Sprincie. Od 2015 starała się bezskutecznie o start na XXXI Letnich Igrzyskach Olimpijskich w Rio de Janeiro. W 2016 triumfowała w Pucharze Polski i została srebrną medalistką Mistrzostw Polski w triathlonie.
Jej ostatnim startem w reprezentacji był Puchar Europy w Portugalii w kwietniu 2017. Poza działalnością zawodniczą współorganizowała również zawody i imprezy sportowe. W ostatnim okresie życia zmagała się z depresją. Zmarła 7 listopada 2017.